# 襄阳公主 (唐顺宗之女)
襄阳公主（8世纪—9世纪），唐朝公主，是中国唐朝第十三代皇帝唐顺宗李诵之女。她的生母不详。初封晋康郡主，永贞元年（805年），晋康郡主进封襄阳公主，后嫁给义武军节度使张茂昭的儿子张克礼，两人生下一子张某。襄阳公主行为纵恣，常扮成平民到东市、西市游玩。襄阳公主竟置自己身份于不顾，私通市井无数男子，长庆末年，襄阳公主与薛枢、薛浑、李元本通姦，尤其喜爱薛浑，甚至以拜见婆婆之礼拜见薛浑的母亲。张克礼向襄阳公主的侄子唐穆宗告发其奸情，唐穆宗召襄阳公主入宫软禁在西内太极宫，将薛枢、薛浑、身为功臣之子的李元本流放。
唐敬宗宝历二年（826年）二月，因襄阳公主之子张某请求，敬宗下诏放襄阳公主回家。
唐朝诗人朱庆余所著笔记小说《冥音录》称，廬江尉李侃和外室廣陵倡家崔氏生有二女。唐文宗太和初年，李侃死於任上，崔氏母女住在廬江，李家人都不關心她們。崔氏酷愛音樂，經常弦歌自娛。她曾有一個妹妹崔茝奴，「風容不下，善鼓箏，為古今絕妙，知名於時」，但十七歲就未嫁而卒。崔氏的大女兒嫁給了廬江人丁玄夫，丁玄夫的妻子李氏一直学不会琴艺，唐文宗开成五年（840年）四月，在睡觉时惊起哭了，说梦见早故的善于鼓筝的小姨崔茝奴在阴间因善乐器侍奉唐宪宗，虽然得知外甥女想学琴，却不得出宫，近日被襄阳公主收为女儿，平時很被公主想念，得以出入公主家，并得公主私自允许回家教其学琴，让她早日学成，否则阴间法度严格，将获罪并连累公主。崔茝奴授李氏琴曲十曲。